# Chief Keef
Chief Keef (alternativamente Sosa), pseudonimo di Keith Farrelle Cozart (Chicago, 15 agosto 1995), è un rapper e produttore discografico statunitense.
Chief Keef è divenuto noto intorno al 2012 grazie ai suoi brani Love Sosa e I Don’t Like, oltre che al suo album di debutto Finally Rich.
Keef ha affrontato continue questioni legali durante la sua carriera, tra cui accuse di possesso di armi, condanne agli arresti domiciliari e un divieto di esibizione imposto dalle autorità di Chicago. Sebbene sia stato abbandonato da Interscope alla fine del 2014, ha continuato a realizzare progetti autoproduttivi attraverso la sua etichetta Glo Gang.
Negli ultimi anni, i critici hanno indicato Chief Keef come una delle maggiori influenze nell'hip-hop contemporaneo attraverso la sua innovazione con il sottogenere trap e l'impatto della sua musica su altri artisti.

## Biografia
Keef nato Keith Farrelle Cozart a Chicago, nell'Illinois, da Lolita Carter che aveva 16 anni. Prende il nome da suo zio defunto, Keith Carter, che era noto come "Big Keef". Visse alle Parkway Garden Homes, localmente noto come O-Block, situato nel quartiere di Washington Park sul lato sud della città, una roccaforte della banda di Black Disciples di cui fa parte. Lì conobbe e strinse amicizia quando era ancora bambino con il rapper King Von. Il padre biologico Alfonso Cozart ha diseredato Keef quando era minorenne. Il suo tutore legale era sua nonna con la quale viveva a Chicago. Ha iniziato a rappare all'età di 5 anni usando la macchina da karaoke e i nastri di sua madre per registrare la sua musica. Durante la sua infanzia, Chief Keef frequentò la Dulles Elementary School e la Banner School, una scuola diurna terapeutica. Ha abbandonato la Dyett High School all'età di 15 anni.
Ha firmato un contratto con Interscope Records nel 2012 e ha riscosso successo col brano I Don't Like. Il debutto con la major avviene con Finally Rich nel dicembre 2012, album che include le collaborazioni con Rick Ross, 50 Cent, Wiz Khalifa, Young Jeezy e altri. Tuttavia, nel contratto con la Interscope, era presente una clausola di rescissione immediata qualora il suo esordio non avesse venduto 250 000 copie. Così è successo e quindi nell'ottobre 2014 è stato rescisso il contratto.
Ha collaborato con Kanye West nell'album Yeezus e con Gucci Mane per l'EP Big Gucci Sosa.
Nel 2012 ha fondato una sua etichetta, la Glory Boyz Ent., che ha messo sotto contratto Lil Reese, Fredo Santana e Young Chop, mentre nel 2014 fonda la Glo Gang Ent. indipendente da Fredo e Lil Reese.
Nel dicembre 2014 ha pubblicato l'album Nobody solo in formato digitale.
È uno dei rapper più controversi della scena di Chicago: spesso è stato arrestato per problemi legali, tra cui spaccio di droga e minacce alla polizia; inoltre è stato messo sotto inchiesta per un possibile coinvolgimento nell'omicidio del rapper Lil JoJo. Dopo la morte del giovane rapper, Chief Keef ha fatto un post su Twitter, causa del suo ban, nel quale ha scritto:"Its Sad Cuz Dat N*gga Jojo Wanted To Be Jus Like Us #LMAO".
L'11 Luglio 2015 suo cugino, Marvin Carr conosciuto con il nome di Capo è stato ucciso in un agguato a Chicago dopo esser stato colpito da spari di armi da fuoco, dove anche un bambino di 1 anno ha perso la vita a causa dei criminali che lo hanno investito nella fuga. Dopo questo evento, il rapper ha deciso di allestire un concerto dove sarebbe apparso tramite un ologramma.
Il concerto, allestito con l'aiuto di FilmOn TV, la compagnia di Alki David, previsto a Chicago ma non possibile a causa del divieto del sindaco, si è svolto a Hammond, Indiana, dove è durato solamente pochi minuti a causa dell'intervento delle forze dell'ordine che, preoccupati per l'ordine e la sicurezza civile, hanno sgomberato l'area.
Nel marzo 2016 Chief Keef ha annunciato il proprio ritiro dalla scena, e su Twitter ha anche confermato ciò in risposta ai fan sbigottiti. Tutto ciò è stato smentito successivamente, infatti Keef continua ancora a rilasciare album, singoli e mixtape ufficiali tutti prodotti da lui e dalla sua etichetta discografica.
Chief Keef ha pubblicato quattro mixtape in vista della pubblicazione del suo terzo album, Dedication, il 1º dicembre 2017. The Guardian ha definito Dedication il suo "album più soddisfacente fino ad oggi".
Nel 2018, Chief Keef è stato in grado di rilasciare più mixtape, come Mansion Musick e Back from the Dead 3 e altri mixtape. Ha anche fatto più collaborazioni per musicisti come Playboi Carti, Soulja Boy e G Herbo.
All'inizio del 2019, Chief Keef e Zaytoven hanno lavorato insieme in studio. Keef in seguito confermò che avrebbe lanciato un mixtape collaborativo chiamato Glotoven. Il 15 marzo 2019 il mixtape è stato rilasciato al pubblico.
Il 20 aprile 2019, Chief Keef ha rivelato di avere un altro mixtape chiamato Almighty So 2, ha anche preso parte ad una canzone di Lil Uzi Vert chiamata "Moolani". Ha poi pubblicato una canzone con Youngboy Never Broke Again intitolata "Fireman". Il mixtape prevede inoltre featuring tra cui Lil Uzi Vert, Soulja Boy e Lil Reese. Chief Keef ha anche pubblicato un altro singolo intitolato "Boost".

## Stile e influenze
Molte pubblicazioni hanno indicato Chief Keef come una figura di grande influenza nell'hip-hop contemporaneo, sia per il suo stile musicale che per l'immagine di gangster. Il suo stile melodico di rapping e la sua consegna tipicamente distorta di testi sono stati definiti il catalizzatore del successo del rap mumble e un'influenza su un gran numero di artisti moderni come Young Thug, 21 Savage, YoungBoy Never Broke Again, Lil Pump, XXXTentacion, Lil Uzi Vert e Juice Wrld, tra gli altri. Inoltre, l'uso massiccio di adlibs da parte di Chief Keef, in particolare la parola "aye" come gran parte di una canzone, ha influenzato notevolmente il rap di Soundcloud. Ha anche diffuso il termine "Let's Get it" che con il tempo è stato trasformato in Esketit da rapper come Lil Pump e molti altri.

## Vita privata
All'età di 16 anni, Chief Keef ebbe la sua prima figlia, chiamata Kayden Kash Cozart e soprannominata Kay Kay. Nel novembre 2013, i documenti del DNA rivelarono che aveva avuto una figlia di 10 mesi e gli fu successivamente ordinato di iniziare a pagare il mantenimento dei figli. Nel settembre 2014, Keef ha annunciato la nascita del suo terzo figlio, che ha chiamato Krüe Karter Cozart. Nel maggio 2015, è stato citato in giudizio da un'altra donna che ha affermato che il rapper fosse il padre di suo figlio.
Due dei suoi cugini, Fredo Santana e Tadoe, erano sotto contratto con la sua etichetta Glory Boyz Entertainment. Il suo fratellastro è stato ucciso a colpi di arma da fuoco il 2 gennaio 2013. Un altro dei suoi cugini, Mario Hess, noto anche come Big Glo, che si esibiva sotto il nome d'arte "Blood Money", è stato ucciso nel quartiere Englewood di Chicago il 9 aprile 2014. Hess aveva firmato con la Interscope Records solo due settimane prima della sua uccisione. Mentre Fredo Santana morì il 19 gennaio 2018 nella sua casa nel quartiere Reseda di Los Angeles a seguito di un attacco epilettico.
Dopo essere stato sfrattato dalla sua casa di Highland Park, si è trasferito a Los Angeles. Successivamente al trasferimento iniziò a dedicarsi al suo nuovo hobby di collezionismo d'arte, una volta scoperto i dipinti dell'insegnante di arte Bill da Butcher mentre era in riabilitazione.

## Questioni legali
Il 27 gennaio 2011, Chief Keef è stato arrestato con l'accusa di produzione e distribuzione di eroina. In quanto minorenne, era determinato a essere un "delinquente", piuttosto che colpevole delle sue accuse, e scontò un periodo agli arresti domiciliari. Nel dicembre 2011, ha lasciato la casa di sua nonna con un cappotto sulle mani davanti alla cintura. Un poliziotto si fermò per interrogare il rapper, il quale lasciò cadere il cappotto estraendo una pistola e corse via. Gli agenti hanno inseguito l'allora 16enne, che si è girato più volte e ha puntato la pistola contro di loro. Lo afferrarono e recuperarono la pistola carica. Keef fu accusato di tre conteggi di aggressione aggravata con un'arma da fuoco contro un ufficiale di polizia e aggravò l'uso illegale di un'arma. È stato anche accusato di reato per aver resistito all'arresto. È stato trattenuto nel centro di detenzione minorile della contea di Cook fino a quando un giudice non lo ha condannato al confino a casa di sua nonna.
Il 5 settembre 2012, la polizia di Chicago ha dichiarato che Keef era stato indagato per un possibile collegamento con sparatoria e la morte del collega rapper e residente di Englewood, Joseph Coleman, che si esibiva sotto il nome d'arte "Lil JoJo". Ciò ebbe inizio dopo che Keef aveva deriso la sua morte su Twitter, che in seguito affermò essere il risultato della violazione del suo account. I pubblici ministeri della Contea di Cook hanno chiesto a un giudice di rimandarlo alla detenzione minorile per presunte violazioni della libertà condizionale il 17 ottobre 2012. Ciò è stato in risposta a un'intervista video che ha tenuto a un poligono di tiro che includeva filmati di lui che scaricava un'arma da fuoco. È stata fissata un'audizione per il 20 novembre 2012, che è stata successivamente ritardata e trasferita al 15 gennaio 2013. Il tribunale ha ordinato a Pitchfork Media, che aveva pubblicato il video, ora rimosso, di fornire le riprese dell'intervista. Il 31 dicembre 2012 a Chief Keef è stato emesso un appello giudiziario per una presunta e non correlata violazione della libertà condizionale. I pubblici ministeri hanno affermato di non aver notificato al suo funzionario di libertà vigilata minorile un cambio di indirizzo. Un'udienza è stata fissata per il 2 gennaio 2013. Sebbene i pubblici ministeri abbiano chiesto che fosse incarcerato, il giudice della Contea di Cook Carl Anthony Walker gli ha permesso di rimanere libero, dicendo che non gli era stata presentata "alcuna prova credibile" per giustificare la detenzione.
Keef è stato preso in custodia il 15 gennaio 2013, dopo che un giudice del tribunale minorile ha stabilito che il video dell'intervista con la gamma di armi da fuoco costituiva una violazione della libertà vigilata. Due giorni dopo, è stato condannato a due mesi in una struttura di detenzione minorile ed è stato reso un reparto dello stato. È stato rilasciato il 14 marzo 2013. Il 17 gennaio 2013, Chief Keef è stato citato in giudizio da Team Major, società di promozione con sede a Washington DC per 75000 $ per uno spettacolo mancato. Secondo la compagnia, avrebbe dovuto esibirsi alla O2 Arena di Londra il 29 dicembre 2012. Non si è mai presentato e né lui né la sua etichetta hanno spiegato perché non si fosse mai visto. Ha ignorato la causa e il tribunale gli ha ordinato di pagare 230,019 $ di danni al Team Major per impostazione predefinita. Fu arrestato in un hotel di lusso nella contea di DeKalb, in Georgia, per presunto fumo di marijuana in pubblico e per condotta disordinata il 20 maggio 2013. Fu rilasciato più tardi nel corso della giornata. Otto giorni dopo, Chief Keef fu arrestato per aver guidato 110 mph in una zona di 55 mph nella sua città natale, Chicago, e per aver guidato con un numero illegale di passeggeri. Successivamente è stato rilasciato. Tornò in tribunale il 17 giugno e si dichiarò colpevole di eccesso di velocità. Gli fu ordinato di pagare una multa di 531 $, scontare 18 mesi di libertà vigilata, completare 60 ore di servizio comunitario e sottoporsi a test antidroga. Il 15 ottobre 2013, Keef è tornato in prigione per una condanna di 20 giorni per una violazione della libertà vigilata dopo essere risultato positivo alla marijuana. Il 24 ottobre 2013, è stato rilasciato in anticipo per buona condotta. Tuttavia, il 6 novembre 2013, Chief Keef è stato incarcerato per un'altra violazione della libertà vigilata.
A seguito di un periodo di riabilitazione, Chief Keef è stato arrestato il 5 marzo 2014, a Highland Park, nell'Illinois, per guida sotto l'influenza della marijuana, guida con patente sospesa ed è stato citato per non avere prove di assicurazione. Il 4 febbraio 2014, Kim Productions ha intentato causa contro di lui per recuperare le perdite che sostengono si siano verificate dopo che non è riuscito a comparire in un concerto di beneficenza RapCure a Cleveland, Ohio, nel giugno 2013. La causa sostiene che Kim Productions gli ha fornito un deposito di 15000 $ per lo spettacolo. La causa sostiene inoltre che, a causa della sua incapacità di comparire, il concerto ha dovuto essere annullato. Nel giugno 2014, Chief Keef è stato sfrattato dalla sua casa di Highland Park. Sebbene Bal Bansal, il proprietario della casa, sostenesse di essere un buon inquilino e che la sua partenza da casa fosse volontaria, la polizia ha confermato che era uno sfratto. Nel gennaio 2017, è stato arrestato per aver presumibilmente picchiato e derubato un produttore di nome Ramsay Tha Great. Ha affermato che Keef gli ha rubato un orologio Rolex e gli ha puntato un'arma da fuoco. Queste accuse sono state ritirate per mancanza di prove. Keef è stato arrestato nel Dakota del Sud per aver fumato cannabis e il possesso di accessori per la droga nel giugno 2017. È stato in grado di fare cauzione e ha accusato il processo. Nell'aprile 2019 non ha presentato alcuna richiesta di risarcimento e gli è stata inflitta una pena sospesa.

## Controversie

### Faide hip-hop
Nel novembre 2014, il gruppo rap Migos e Keef, sono stati coinvolti in un alterco fisico in un ristorante di Chicago. Successivamente, Chief Keef ha caricato un'immagine su Instagram con una presunta catena rubata appartenente al rapper Quavo dei Migos. Sebbene questo incidente abbia intensificato la tensione già esistente tra i membri dei due gruppi, la faida è ufficialmente finita tra Keef e Quavo con la pubblicazione del brano "Never Fly Here" rilasciato da Chief Keef nel 2024 dove Quavo è presente.
L'8 maggio 2018, Trippie Redd ha presentato in anteprima la canzone "I Kill People" su Instagram, con Chief Keef e Tadoe, che aveva lo scopo di diventare un diss verso 6ix9ine e Cuban Doll. Il 2 giugno 2018, hanno sparato a Chief Keef fuori dal W Hotel a New York City. Non è stato colpito e non ci sono stati feriti dall'incidente. A causa della faida in corso, 6ix9ine è stato confermato come indagato dal dipartimento di polizia di New York per un possibile coinvolgimento nell'incidente nonostante fosse a Los Angeles in quel momento. Nel febbraio 2019, 6ix9ine si è dichiarato colpevole di aver ordinato la sparatoria a Chief Keef. Aveva offerto al suo collega Kintea "Kooda B" McKenzie 20000 $ per sparare a Cozart. 6ix9ine è stato un informatore per il governo degli Stati Uniti che aiutava nelle indagini Kooda B e il suo manager Kifano "Shotti" Jordan.

### Instagram
Il 15 settembre 2012, Chief Keef ha caricato su Instagram una fotografia di lui che riceveva un fellatio da una fan di sesso femminile, che ha rimosso poco dopo. Tuttavia, il suo account è stato successivamente chiuso per violazione dei termini di servizio di Instagram. Da allora ha creato un altro account e ha avuto le sue attività sull'app menzionate da vari punti vendita.

## Discografia

### Album in studio
- 2012 – Finally Rich
- 2015 – Bang 3
- 2019 – GloToven
- 2021 – 4Nem
- 2024 – Almighty So 2

### Mixtape
- 2009 –  U.F Overload
- 2009 – Fuck GML Vol.1
- 2010 – Mulah Express
- 2011 – The Glory Road
- 2011 – Bang
- 2012 – Back from the Dead
- 2012 – For Greater Glory Vol.1 (con GBE)
- 2012 – For Greater Glory Vol.2 (con GBE)
- 2012 – For Greater Glory Vol.2.5 (con GBE)
- 2013 – Bang, Pt.2
- 2013 – For Greater Glory Vol.3 (con GBE)
- 2013 – Almighty So
- 2014 – Back from the Dead 2
- 2014 – Nobody (solo digitale)
- 2014 – Big Gucci Sosa (con Gucci Mane)
- 2015 – Sorry 4 the Weight
- 2015 – Almighty DP (con DP Beats)
- 2015 – The Leek (Vol.1)
- 2015 – The Leek (Vol.2)
- 2015 – Almighty DP 2 (con DP Beats)
- 2015 – Finally Rollin 2
- 2015 – The Leek Vol.3
- 2015 – Nobody 2
- 2017 – Two Zero One Seven
- 2017 – Thot Breaker
- 2017 – The W
- 2017 – Cook Sosa (con Cook LaFlare)
- 2017 – Dedication
- 2018 – The Leek 4
- 2018 – The Leek Vol.5
- 2018 – The GloFiles Pt.1
- 2018 – The GloFiles Pt.2
- 2018 – Mansion Musick
- 2018 – The Cozart
- 2018 – Back from the Dead 3
- 2018 – The Leek Vol. 6
- 2019 – The Leek Vol. 7
- 2019 – Camp GloTiggy
- 2019 – The Leek Vol. 8
- 2019 – The GloFiles Pt. 3
- 2020 – The GloFiles (Pt.4)